# Países megadiversos

Países megadiversos según el Centro de Monitoreo de la Conservación del Ambiente.

Los países megadiversos son un grupo de países que albergan el mayor índice de biodiversidad de la Tierra. El Centro de Monitoreo de la Conservación del Ambiente, un organismo del Programa de las Naciones Unidas para el Medio Ambiente, ha identificado 17 países megadiversos. Se trata principalmente de países tropicales, como los del sudeste asiático y de América. Albergan en conjunto más del 70% de la biodiversidad del planeta, suponiendo sus territorios el 10 % de la superficie del planeta. 
En 2002, una organización independiente, Países Megadiversos Afines (LMMC, por sus siglas en inglés), fue fundada en México, constituido por los países más ricos en diversidad biológica y conocimientos tradicionales asociados. Esta organización no incluye todos los países megadiversos identificados por el Centro de Monitoreo de la Conservación del Ambiente de Naciones Unidas.
Países megadiversos por continente, los 17 países de la lista del Centro de Monitoreo de la Conservación del Ambiente son los siguientes:
| África - Madagascar - República Democrática del Congo - Sudáfrica | América - Brasil - Colombia - Ecuador - Estados Unidos - México - Perú - Venezuela | Asia - China - Filipinas - India - Indonesia - Malasia | Oceanía - Australia - Papúa Nueva Guinea |

## Iniciativa de Cancún y declaración de países megadiversos afines

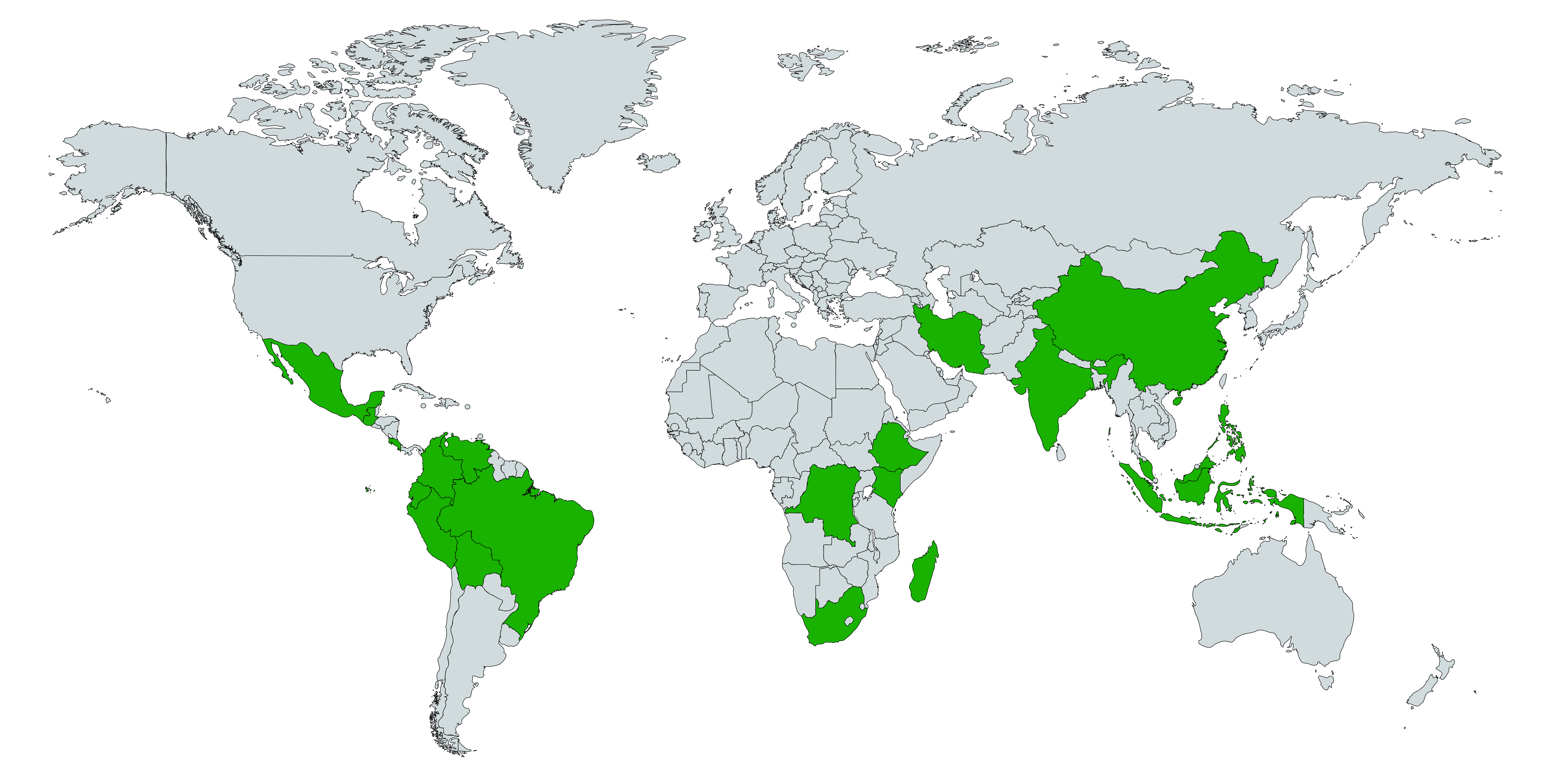
Los 20 países actuales que conforman el grupo de países megadiversos afines.

El 16 y 17 de febrero de 2002, a iniciativa del Gobierno Mexicano, se celebró en Cancún, Quintana Roo, una reunión ministerial de países megadiversos para elaborar una agenda común para la conservación y el uso sostenible de la biodiversidad, se enfocó en el tema de acceso a recursos genéticos y distribución de beneficios, así como en el respeto y protección del conocimiento tradicional relativo. En esta reunión, se adoptó unánimemente la Declaración de Cancún, constituyéndose así el Grupo de Países Megadiversos Afines como un mecanismo consultivo y de cooperación que busca promover intereses y prioridades comunes relacionados con la conservación y el uso sostenible de la diversidad biológica. Esta reunión precedió a la reunión de nivel ministerial de jueces celebrada el 18 de febrero, compuesta por los ministros de medio ambiente de los siguientes países.
| - Brasil - China - Colombia - Ecuador | - Estados Unidos - India - Indonesia - Kenia | - México - Perú - Sudáfrica - Venezuela |

Se estableció que las siguientes reuniones del grupo serían reuniones anuales a nivel ministerial para abordar las experiencias legislativas y las normas relacionadas al acceso a recursos genéticos y distribución de beneficios. Actualmente, las reuniones se realizan con la presencia de los siguientes países:
| - Bolivia - Brasil - China | - México - Ecuador - India | - Indonesia - Kenia - Colombia | - Perú - Sudáfrica - Italia |

## Índice de biodiversidad global
| Países (o territorios dependientes) | Aves  | Anfibios | Peces | Mamíferos | Reptiles | Planta vascular | Índice de biodiversidad |
| ----------------------------------- | ----- | -------- | ----- | --------- | -------- | --------------- | ----------------------- |
| Brasil                              | 1,816 | 1,141    | 4,738 | 693       | 847      | 34,387          | 512.34                  |
| Indonesia                           | 1,723 | 383      | 4,813 | 729       | 773      | 19,232          | 418.78                  |
| Colombia                            | 1,863 | 812      | 2,105 | 477       | 634      | 24,025          | 369.76                  |
| China                               | 1,285 | 540      | 3,476 | 622       | 554      | 31,362          | 365.84                  |
| México                              | 1,105 | 411      | 2,629 | 533       | 988      | 23,385          | 342.47                  |
| Australia                           | 725   | 245      | 4,992 | 355       | 1,131    | 19,324          | 337.18                  |
| Perú                                | 1,879 | 655      | 1,583 | 490       | 510      | 19,812          | 330.12                  |
| India                               | 1,212 | 446      | 2,601 | 440       | 715      | 15,000          | 301.63                  |
| Ecuador                             | 1,629 | 659      | 1,111 | 392       | 492      | 18,466          | 291.58                  |
| Estados Unidos                      | 844   | 326      | 3,081 | 531       | 556      | 15,500          | 280.13                  |
| Venezuela                           | 1,386 | 365      | 1,735 | 376       | 419      | 30,000          | 273.39                  |
| Papúa Nueva Guinea                  | 743   | 416      | 2,884 | 282       | 384      | 13,634          | 226.57                  |
| Birmania                            | 1,034 | 540      | 1,088 | 304       | 364      | 16,000          | 221.77                  |
| Vietnam                             | 835   | 263      | 2,423 | 313       | 512      | 8,500           | 216.97                  |
| Malasia                             | 721   | 278      | 1,951 | 348       | 502      | 14,030          | 214.71                  |
| República Democrática del Congo     | 1,110 | 227      | 1,528 | 465       | 313      | 8,860           | 214.43                  |
| Tanzania                            | 1,074 | 207      | 1,773 | 412       | 346      | 10,100          | 213.10                  |
| Bolivia                             | 1,435 | 259      | 407   | 382       | 315      | 14,729          | 209.55                  |
| Sudáfrica                           | 762   | 132      | 2,094 | 331       | 421      | 21,250          | 207.94                  |
| Tailandia                           | 936   | 153      | 2,150 | 314       | 468      | 6,600           | 200.77                  |